# Стрибакові
Стрибакові, кандибкові, тушканчикові (Dipodidae) — родина гризунів з підряду мишовидих (Myomorpha); центральна родина у надродині стрибакуватих (Dipodoidea).

## Класифікація
Є велике різноманіття класифікацій стрибакових, серед яких вирізняється система, за якою дана родина є єдиною у надродині стрибакуваті (Dipodoidea), а всі інші родини даної надродини, є підродинами стрибакових. У кожному разі всі наведені далі таксони добре відмінні від інших груп мишоподібних і являють собою чітко окреслену родину, яка є сестринською групою до мишуватих (Muroidea).
Типовий рід родини стрибакових (Dipodidae) — стрибак (Dipus).

### Родинні групи
При широкому трактуванні (як єдина родина Dipodoidea) включає групи (у ранзі підродин):
- Стрибакові (Dipodidae)
- Тушканові (Allactagidae)
- Мишівкові (Sicistidae)
- Cardiocraniidae
- Euchoreutidae
- Zapodidae

При вузькому розумінні таксонів мова йде лише про першу групу — власне стрибакових (Dipodidae s.str.).

### Структура родини
Родина охоплює 14 родів та 38 видів:
- підродина Dipodinae
  - рід Chimaerodipus — 1 вид
  - рід Стрибак (Dipus) — 2 види
  - рід Eremodipus — 1 вид
  - рід Скакун (Jaculus) — 5 видів
  - рід Paradipus — 1 вид
  - рід Кандибка (Stylodipus) — 3 види
- підродина Allactaginae
  - рід Allactaga — 2 види
  - рід Allactodipus — 1 вид
  - рід Orientallactaga — 3 види
  - рід Pygeretmus — 3 види
  - рід Scarturus — 8 видів
- підродина Cardiocraniinae
  - рід Cardiocranius — 1 вид
  - рід Salpingotus — 6 видів
- підродина Euchoreutinae
  - рід Euchoreutes — 1 вид

## Опис зовнішності

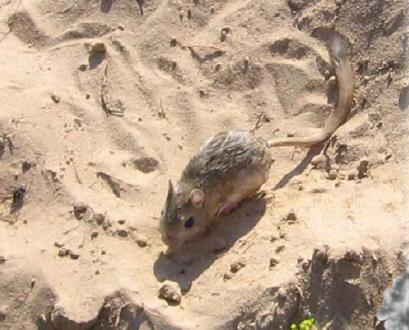
Загальний вигляд виду Кандибка пустельний. Фото А. Г. Руденко

Стрибакові — гризуни середніх або малих розмірів. Доросла особина має довжину від 4 до 26 см. Хвіст набагато довший відносно тулуба: 7—31 см. На кінці хвоста розміщена чорна або біла китиця, що слугує кермом при бігу, або візуальним знаком небезпеки. Хвіст також допомагає балансувати під час стрибків, або регулятором при різких поворотах під час бігу.
Характерною рисою всіх стрибакових є довгі задні кінцівки, які часто перевищують довжину передніх у 4 рази. При повільному пересуванні деякі види рухаються на чотирьох кінцівках одразу, проте, більшість видів пересуваються лише на двох лапах. При швидкому пересуванні, стрибаки (а надто тушкани) здатні робити стрибки в довжину, яка у 20 разів більша за довжину їхнього тіла.
Голова велика з притупленою мордочкою. Вуха переважно довгі, заокруглені, в основі згорнуті у трубочку, зверху вкриті рідкою шерстю. Завдяки цій особливості поширеного в Україні кандибку (кандибка пустельний), а також тушкана (тушкан великий) та тушканчика (тушканчик малий) в народі нерідко називають «земляними зайцями». Очі великі, вуса дуже довгі, інколи навіть такі, як довжина тіла. Шия не виразна. Шерсть густа і м'яка. Забарвлення переважно коричневого, або пісочного кольору, що допомагає цим гризунам добре маскуватися у їхньому середовищі існування.

## Харчування

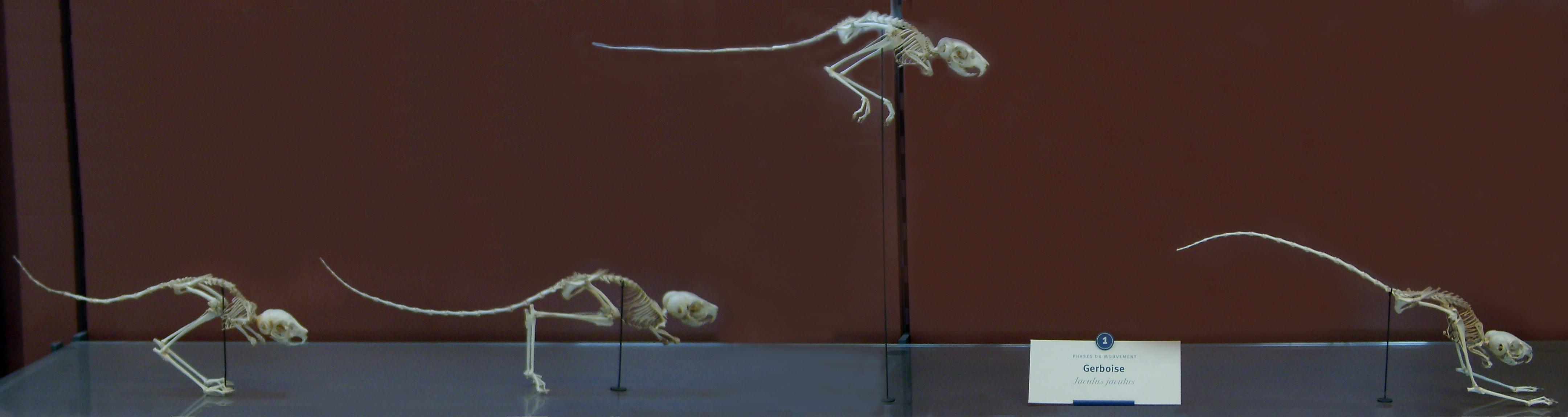
Все пристосовано для стрибків: Jaculus jaculus в Національному Музеї природознавства у Парижі (Muséum national d'histoire naturelle, Paris)

Живиться рослинами, комахами, а деякі види — дрібними птахами та пташиними яйцями. За добу доросла особина з'їдає до 63 г їжі.

## Поширення
Стрибакові — мешканці відкритих просторів, часто степових або спустелених районів.
Територія поширення типових стрибакуватих — Північна Африка, Південна частина Східної Європи, Мала, Передня і Середня Азія, Казахстан, крайній південь Сибіру до Північно-Східного Китаю і Монголії. Лише 1 вид є у Північній Америці.
Більшість видів поширені у степах, лісостепах, в горах — до висоти 2000 м. Населяють степові та сухостепові ландшафти, перелогові землі, солончакові приморські ділянки з твердим ґрунтом і розрідженим травостоєм, а також балки і береги річок.
Вид, що поширений в Україні, тісно пов'язаний з неорними землями, найчастіше степовими ділянками з помірним випасом, часто у вершинах ярів, рідше — на вигонах і уздовж автодоріг. У більшості заповідників вид помітно скоротив чисельність через незворотні резерватні сукцесії, викликані заростанням степу внаслідок відсутності пасовищних навантажень та жорстким контролем степових пожеж.

## Розмноження
Після шлюбного періоду, самець риє нору своїми різцями й вириває запасні виходи. В найнижчій точці нори, на глибині від 0,3 до 2,5 м, сім'я будує гніздо, настеляючи його сухою травою. Самиця виводить 5—7 дитинчат і годує їх молоком.

## Приручення людиною
Часто живуть поблизу людських помешкань, що в степу. Легко приручаються. У звички стрибакових входять чистота, швидкість і бадьорість, що викликають вподобання людей. Небезпечні для людей лише у випадках, коли заражені чумою, і можуть її розносити.